# Макклемент, Джей
Джей Макклемент (англ. Jay McClement; род. 2 марта 1983, Кингстон, Онтарио, Канада) — профессиональный канадский хоккеист, центральный нападающий. Чемпион мира 2007 года.

## Игровая карьера
На драфте НХЛ 2001 года Джей Макклемент был выбран во втором раунде клубом «Сент-Луис Блюз».
19 февраля 2011 года «Сент-Луис» обменял Макклемента, защитника Эрика Джонсона и выбор в первом раунде драфта 2011 года в «Колорадо Эвеланш» на защитника Кевина Шаттенкирка, нападающего Криса Стюарта и выбор во втором раунде того же драфта.
1 июля 2012 года Макклемент перешёл в «Торонто Мейпл Лифс» и подписал контракт на два года.
2 июля 2014 года Макклемент перешёл в «Каролина Харрикейнз» и подписал контракт на год. 1 марта 2015 года Макклемент подписал новый контракт с «Каролиной» сроком на два года. Согласно контракту, за первый год он получит 1,3 миллиона долларов, а за второй 1,1 миллиона.

## Статистика
| Легенда | Легенда                    | Легенда | Легенда                   | Легенда | Легенда    |
| ------- | -------------------------- | ------- | ------------------------- | ------- | ---------- |
| И       | Количество проведённых игр | Штр     | Штрафное время            | +/−     | Плюс-минус |
| Г       | Голы                       | П       | Голевые передачи          | О       | Очки       |
| -       | Статистика неизвестна      | —       | Статистика не учитывалась |         |            |